# Gare de Rilland-Bath
La gare de Rilland-Bath (en néerlandais station Rilland-Bath) est une gare néerlandaise située au hameau de Stationsbuurt dans la commune de Reimerswaal. La gare dessert essentiellement le village de Rilland.

## Situation ferroviaire
La gare est située sur la ligne Rosendael - Flessingue, desservant la péninsule zélandaise formée par Zuid-Beveland et Walcheren.

## Histoire
Le plus récent bâtiment de gare datait de 1951 et avait été dessiné par l'architecte Sybold van Ravesteyn. Il a été démoli en 2006.

## Service des voyageurs

### Desserte
Les trains s'arrêtant à la gare de Rilland-Bath font partie du service assuré par les Nederlandse Spoorwegen reliant Flessingue à Rosendaël.